# Observatorio de Armagh
El Observatorio de Armagh (en inglés:Armagh Observatory) es un centro moderno de investigación astronómica con un rico patrimonio, situado en Armagh, Irlanda del Norte, Reino Unido.
El Observatorio está situado en los alrededores de la ciudad de Armagh que junto al Armagh Planetarium y el parque de alrededor conocido como Armagh Astropark forman una superficie de aproximadamente 56.000 m². El observatorio fue fundado en 1790 por Richard Robinson, arzobispo de Armagh (Iglesia de Irlanda).
Actualmente alrededor de 25 astrónomos investigan en distintos campos de la astrofísica: el Sol, sistema solar, distintos aspectos de física estelar y el clima de la Tierra.
El observatorio cuenta con un modelo a escala del sistema solar y el Universo, dos relojes solares, así como distintos telescopios dentro de su cúpula y otras exhibiciones al aire libre como el modelo humano del sistema solar.
La biblioteca y archivos, la colección de instrumentos científicos y distintos artefactos asociado con el desarrollo de la moderna astronomía representa una de las mejores colecciones de este timo en Reino Unido e Irlanda.